# 黒岩よしひろ
黒岩 よしひろ（くろいわ よしひろ、1962年9月9日 - 2018年5月8日）は、日本の漫画家。男性。長野県上水内郡信州新町（現・長野市）出身、血液型O型。代表作に『鬼神童子ZENKI』（谷菊秀原作）など。

## 来歴
桂正和の下でアシスタントを務めながら自身の作品を投稿し、1983年に『ビューティビースト』で第26回手塚賞佳作、『舞子ミステリアス』でフレッシュジャンプ賞入選を受賞。『週刊少年ジャンプ』（集英社）でデビューを果たす。
作風や絵柄は桂の他、永井豪の影響を受けていると単行本の後書きなどで自ら語っている。テーマとしてはオカルト物、演出的には特撮テイスト作品が特徴。
後に『ジャンプ』専属を離れ、児童漫画から成年コミックまで幅広いジャンルを手がける。
2018年5月8日に心筋梗塞のため死去したことが同月16日の公式ブログにおいて黒岩の妻から公表された。55歳没。

## 作品リスト
- 夢語り（短編集）（1986年、集英社）
- サスケ忍伝（1986年、集英社、週刊少年ジャンプ連載）
- 魔神竜バリオン（1987年、集英社、週刊少年ジャンプ連載）
- 変幻戦忍アスカ（1988年、集英社、週刊少年ジャンプ連載）
- 不思議ハンターSpecial（上記パイロット版である表題作品を含む短編集、1990年、集英社）
- 不思議ハンター（飯塚幸弘原作。1991年、集英社、週刊少年ジャンプ連載）[3]
- 鬼神童子ZENKI（谷菊秀原作。1992年、集英社、月刊少年ジャンプ連載）
- 流星超人ズバーン（1998年、集英社、月刊少年ジャンプ連載）
- 怪奇まんだら（2001年、集英社、月刊少年ジャンプ連載）
- ベイブレード大戦 聖龍伝（キャラクター原案：青木たかお、2002年、小学館、コロコロコミック連載）
- 陰陽夜話SEIMEI（2004年、双葉社、アクションピザッツ連載）
- ふわふわ。（2003年、竹書房）
- 永遠のそら（2005年、少年画報社、ヤングキング連載）
- おうたま（2005年、コアマガジン、コミックメガストア連載）
- 魔法戦隊マジレンジャー THE MOVIE インフェルシアの花嫁（東映原作、2006年、角川書店）
- ステージガールズ（上野毛あさみ原作）（2007年、デジマ、コミック・ガンボ連載）
- マクロスF 超次空歌巫女ランカ（2008年、KADOKAWA、月刊コンプエース連載）
- おきらくごくらくはっぴぃDays（2009年、双葉社、アクションピザッツ連載）
- ふぃぎゅあ こととねシークレット（2009年、竹書房）
- はっぴぃ★ゆめくら（2013年、双葉社、アクションピザッツ連載）
- あの娘にいたずら○恥操作（2012年、大洋図書、ジューシーラブ掲載）
- 容赦なし！ケダモノ女子寮管理人（2014年、大洋図書、ジューシーラブ掲載）
- バディスピリッツ（構成担当、岸本みゆき原作、gyuo作画。2014年、小学館、月刊ヒーローズ連載）
- 乙女神天照（2017年、ホーム社、Webマンガサイト・Z連載）連載中に死去、絶筆作品となった[4][5]。

## その他
- ガールズインユニフォーム - キャラクターデザイン
- 天衣舞装ルクシオン - 2005年にMAIKAブランドより発売された18禁PC用ゲームソフト。原画担当。

## 関連人物
- 桂正和
- 稲田浩司
- 有賀照人
- まつもと泉 - 黒岩が助っ人として、まつもとの作業を手伝ったことがある。